# 2018-as magyar vívóbajnokság
A 2018-as magyar vívóbajnokság a száztizenharmadik magyar bajnokság volt. A bajnokságot december 20. és 21. között rendezték meg Budapesten, a Gerevich Aladár Nemzeti Sportcsarnokban.

## Eredmények
| Versenyszám          | Arany                    | Arany | Ezüst                        | Ezüst | Bronz                                                                          | Bronz |
| -------------------- | ------------------------ | ----- | ---------------------------- | ----- | ------------------------------------------------------------------------------ | ----- |
| Férfi tőrvívás       | Dósa Dániel Törekvés SE  |       | Szemes Gergő Ferencvárosi TC |       | Kiss Dániel Bp. HonvédMátyás Bálint Törekvés SE                                |       |
| Férfi párbajtőrvívás | Nagy Dávid Vasas SC      |       | Peterdi András Bp. Honvéd    |       | Andrásfi Tibor BVSCKoch Máté Vasas SC                                          |       |
| Férfi kardvívás      | Szilágyi Áron Vasas SC   |       | Decsi Tamás Kertvárosi VSE   |       | Kossuth Bálint Újpesti TEPéch Miklós MTK                                       |       |
| Női tőrvívás         | Kreiss Fanni Újpesti TE  |       | Kondricz Kata Bp. Honvéd     |       | Pásztor Flóra Törekvés SEZámbó-Gólya Fruzsina Újpesti TE                       |       |
| Női párbajtőrvívás   | Muhari Eszter Bp. Honvéd |       | Kun Anna OMS-Tata VSE        |       | Mihály Kata Békessy Béla VK DebrecenSzabó Réka Alföld Vívó Akadémia Békéscsaba |       |
| Női kardvívás        | Pusztai Liza BVSC        |       | Márton Anna MTK              |       | Bérczy Dorottya BVSCZáhonyi Petra Kárpáti Rudolf VK                            |       |